# Santo Antônio do Aracanguá
Santo Antônio do Aracanguá – miasto i gmina w Brazylii, w stanie São Paulo. Znajduje się w mezoregionie Araçatuba i mikroregionie Araçatuba.